# Dactylodenia klingeana
Dactylodenia klingeana là một loài thực vật có hoa trong họ Lan. Loài này được (Asch. & Graebn.) Peitz mô tả khoa học đầu tiên năm 1972.